# タックタイン県

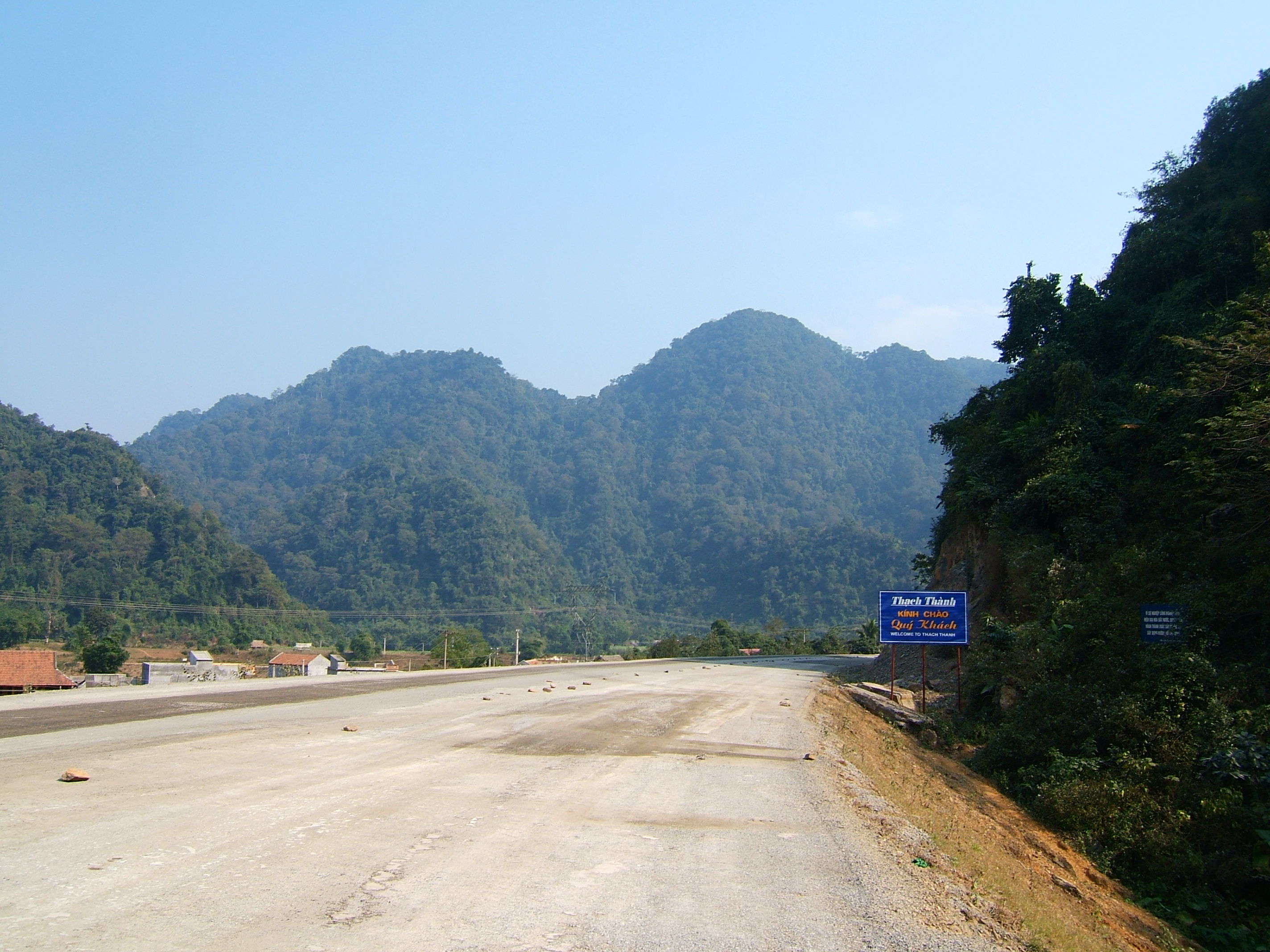
タックタインの案内標識

タックタイン県（タックタインけん、ベトナム語：Huyện Thạch Thành / 縣石城? ）は、ベトナム社会主義共和国タインホア省の県。面積は559.19km²、人口は143,080人（2018年）である。

## 行政区画
2市鎮23社を管轄する。